# Alberto Taraglio
Alberto Taraglio (Roma, 2 de setembre de 1959) és un guionista, director de cinema i autor de còmics italià.

## Biografia
Va començar com a dissenyador en l'àmbit del Còmic i la sàtira, col·laborant amb Totem, l'Unità, L'Opinione, i La Repubblica. Va assistir al Centro Sperimentale di Cinematografia els anys entre 1983 i 1985, graduant-se en Direcció de cinema amb el curtmetratge Tu sei differente, interpretat per Sergio Castellitto.
Taraglio va ser assistent de direcció de cinema i col·laborador en el guió de Gianni Amelio a les pel·lícules I ragazzi di via Panisperna (1988) i Così ridevano (guanyadora del Lleó d'Or a la 55a Mostra Internacional de Cinema de Venècia el 1998). El 2016 va tornar a treballar amb ell, adaptant (juntament amb Chiara Valerio) la novel·la de Lorenzo Marone La tentazione di essere felici i després escrivint junts el guió de la pel·lícula que el director basat en: La tenezza (2017) (pel·lícula que li va valer la nominació al millor guió "no original" al David di Donatello 2018).
Ha escrit tant programes de televisió per a Rai com temes i guions per a cinema.
Com a director va dirigir, a més d'un episodi de la pel·lícula col·lectiva De Generazione (1994), el llargmetratge Amarsi pu darsi (2001) amb Claudia Gerini i Claudio Santamaria, una comèdia surrealista.
Posteriorment es va dedicar principalment a escriure sèries per a televisió com Codice rosso el 2006 i I Cesaroni (temporada 3) el 2008. El 2015 va concebre, juntament amb Maria Grazia Saccà, una sèrie de televisió en dotze capítols, Baciato dal sole, produïda per Rai Fiction i Pepito Produzioni.

## Filmografia

### Director
- Il futuro ha contorni un po' vaghi - curtmetratge (1982)
- Il martirio - curtmetratge (1983)
- Tu sei differente - curtmetratge (1985)
- La TV fa male ai bambini, episodi de De Generazione (1994)
- Amarsi può darsi (2001)

### Guionista

#### Cinema
- Così ridevano, dirigida per Gianni Amelio (1998)
- Fate un bel sorriso, dirigida per Anna Di Francisca (2000)
- Amarsi può darsi, dirigida per Alberto Taraglio (2001)
- La tenerezza, dirigida per Gianni Amelio (2017)
- Hammamet, dirigida per Gianni Amelio (2020)

#### Televisió
- Casanostra - sèrie de televisió (1991)[3]
- Felice - sèrie de televisió (1992)[4]
- Lezioni di guai - sèrie de televisió (1999)
- Codice rosso - sèrie de televisió (2006)
- I Cesaroni 3 - sèrie de televisió (2009)
- Baciato dal sole - sèrie de televisió (2016)
- Il mio vicino del piano di sopra e Mia moglie, mia figlia, due bebè, episodis de la sèrie de televisió Purché finisca bene (2016)[5][6]